# Herbita niebla
Herbita niebla är en fjärilsart som beskrevs av Paul Dognin 1896. Herbita niebla ingår i släktet Herbita och familjen mätare. Inga underarter finns listade i Catalogue of Life.